# Autostrada A20 (Holandia)
Autostrada A20 (nl. Rijksweg 20) - autostrada w Holandii zaczynająca się od skrzyżowania z drogą N223, kończy się na skrzyżowaniu z autostradą A12.

## Trasy europejskie
Na różnych odcinkach biegną dwie trasy europejskie – E19 oraz E25.
| Trasa europejska | Odcinek                                                                   |
| ---------------- | ------------------------------------------------------------------------- |
| E19              | Knooppunt Kleinpolderplein (A20/A13) – Knooppunt Terbregseplein (A20/A16) |
| E25              | Maasdijk – Knooppunt Gouwe (A20/A12)                                      |